# 5963 Terryalfriend
Az 5963 Terryalfriend (ideiglenes jelöléssel (5963) 1990 QP2) a Naprendszer kisbolygóövében található aszteroida. Holt, H. E. fedezte fel 1990. augusztus 24-én.